# Berosus
Berosus es un género de coleópteros acuáticos de la familia Hydrophilidae. El género tiene 273 especies.

## Especies
- Berosus aculeatus LeConte, 1855
- Berosus affinis Brullé, 1835
- Berosus apure Oliva, 2002
- Berosus arnetti Van Tassell, 1990
- Berosus atlanticus Queney, 2007
- Berosus blechrus Leech, 1948
- Berosus chevrolati Zaitzev, 1908
- Berosus corrini Wooldridge, 1964
- Berosus degallieri Queney, 2010
- Berosus duquefi Queney, 2006
- Berosus dolerosus Leech, 1948
- Berosus exiguus Say, 1825
- Berosus fischeri Schödl, 1993
- Berosus fraternus LeConte, 1855
- Berosus guyanensis Queney, 2006
- Berosus hatchi Miller, 1965
- Berosus hoplites Sharp, 1887
- Berosus infuscatus LeConte, 1855
- Berosus ingeminatus Orchymont, 1946
- Berosus interstitialis Knisch, 1924
- Berosus maculosus Mannerheim, 1853
- Berosus metalliceps Sharp, 1882
- Berosus miles LeConte, 1855
- Berosus moerens Sharp, 1882
- Berosus nigricollis Hebauer, 2006
- Berosus notopeltatus Van Tassell, 1963
- Berosus olivae Queney, 2006
- Berosus ordinatus LeConte, 1855
- Berosus oregonensis Miller, 1965
- Berosus pantherinus LeConte, 1855
- Berosus peregrinus Herbst, 1797
- Berosus pugnax LeConte, 1863
- Berosus punctatissimus LeConte, 1855
- Berosus quadridens Chevrolat, 1863[3]
- Berosus rugulosus Horn, 1873
- Berosus salvini Sharp, 1882
- Berosus sayi Hansen, 1999
- Berosus spiniger Queney, 2010
- Berosus striatus Say, 1825
- Berosus stylifer Horn, 1873
- Berosus trilobus Chevrolat, 1863
- Berosus truncatipennis Castelnau, 1840
- Berosus tayouanus Ueng, Wang & Wang, 2007
- Berosus undatus Fabricius, 1792
- Berosus youngi Wooldridge, 1964